# Сімейне право
Сімейне право — це система правових норм, спрямованих на врегулювання особистих немайнових та майнових відносин між: подружжям, батьками та дітьми, усиновлювачами та усиновленими, опікунами, піклувальниками та підопічними, патронатними вихователями та їх вихованцями та інших сімейних відносин між членами сім'ї та родичами.
Сімейні правовідносини — це суспільні відносини, учасники яких пов'язані між собою майновими та особистими немайновими правами, що врегульовані нормами сімейного права.
Підстави припинення сімейних правовідносин:
1. розірвання подружжям шлюбу;
2. припинення шлюбу унаслідок смерті одного з подружжя;
3. позбавлення батьківських прав;
4. скасування усиновлення.

## Світовий досвід
Кодифікація сімейних відносин знайома з давніх часів. Вже Кодекс Хаммурапі має чимало законів, присвячених шлюбу і сім'ї. В часи Хаммурапі між чоловіком і жінкою не існувало правової рівності, але Хаммурапі надав жінкам чимало прав. Так жінці дозволялося вершити такі операції, як купівля-продаж, бартер. Їм також дозволялося робити кредити.
Шлюб вважався дійсним, тільки якщо був укладений шлюбний договір. Якщо чоловік доводив подружню зраду дружини, її разом з суперником прирікали на смерть — зв'язаних разом кидали у воду. Зраджений чоловік мав також право подарувати життя своїй дружині, помилувавши її. Смертна кара також чекала на чоловіка, якщо він зґвалтував наречену в будинку її батька.
В Римському праві вже існувала ціла система цих законів, котра була частиною цивільного права
Як наприклад, lex Iulia de adulteriis, виданий в 18 до н. е. імператором Августом.

## Історія сімейного права в Україні
Згідно із прийнятими у княжі часи Візантії законами, договірний елемент шлюбного акту переважав над розумінням шлюбу як церковного таїнства. «Руська Правда» містить низку постанов про інститут опіки, але сімейне право окремо не обговорює.
Сімейне право розроблене значно ширше у Литовському Статуті. Принцип одношлюбності закріпився, шлюб став одночасно і договором і таїнством. Вільне волевиявлення сторін стало умовою дійсності шлюбу. Встановлено мінімальний вік подружжя. Духовний суд вирішував справи розлучення.
Гетьманщина не впровадила змін у системі сімейного права Литовського Статуту. Зате поширення на українській землі «Своду законов» підпорядкувало родинні справи повністю церковному судівництву з помітною нерівноправністю жінок. На українських землях під Австрією був чинний австрійський цивільний кодекс 1811 року з системою конфесійного сімейного права й тим самим неможливістю розлучень між католицькими подружжями.
У роки національної державності України (1917—1920 роки), діяло давнє сімейне законодавство. Одночасно зі встановленням радянської влади в Україні скасовано царське сімейне право та 20 лютого 1919 року Раднаркомом УССР видано декрети: «Про громадянський шлюб і про ведення книг записів акту громадянського стану», «Про розлуку» та «Про організацію відділів ЗАГС». Ці декрети, які також впроваджені у 1926 році в новий «Кодекс законів про родину, опіку, шлюб і про акти громадянського стану УРСР», були гострою реакцією проти царського законодавства й означали повне зрівняння прав чоловіка й жінки, виключення впливу церкви на родину, відсутність різниці між шлюбністю й нешлюбністю дітей, дуже легку розривність подружжя. На відміну від російського кодексу сімейного права, український прийняв лише реєстрацію подружжя в органах безспірним. до спростування судом, доказом наявності одруження. Єдиною правною формою стала згідна заява обох сторін і реєстрація цієї заяви в РАГСі. Згідно з вимогами кодексу 1926 року, мінімальний шлюбний вік встановлений для чоловіка це 18 років і для жінки 16 років. Особи, які на даний момент одружені, визнані психічно хворими, споріднені по прямій лінії, або повнорідні чи неповнорідні брати і сестри, одружитися не могли. У 1947—1953 роках шлюби між громадянами СССР і чужинцями були заборонені.
Необмежена свобода шлюбних розлучень позасудовим порядком, навіть на бажання лише однієї сторони, тривала до 1936. Тоді введено виклик обох сторін до органів РАГС, прогресивну оплату від розлучень і відмітку в паспорті. Обов'язок аліментації непрацездатного, розлученого дружини (жінки або чоловіка) був тимчасово обмежений до одного року. Для зміцнення родин і збільшення приросту населення, знищеного другою світовою війною, декрет від 8 липня 1944 року значно обмежив свободу розлучень. Були встановлені високі суд. оплати й оголошення в пресі про намір розлучитися. Нижчий суд намагався примирити сторони, а вищий — розглядав причини підстав для розлучення і приймав рішення. Союзний декрет 1965 послабив ці умови, скасувавши вимогу оголошення в пресі, як також обов'язковий перегляд справи розлучення вищим судом.
До 1944 батько дитини, народженої, в шлюбі й поза шлюбом, був зобов'язаний утримувати дитину. Допускалися позови встановлення батьківства. Декрет, який був прийнятий 8 липня 1944 року заборонив такі позови й наклав на державу обов'язок утримувати дітей, народжених поза шлюбом.
З 1 жовтня 1968 року  діють «Основи законодавства Союзу РСР і союзних республік про шлюб і родину», а з 1 лютого 1970 року увійшов у силу виданий на їх основі «Кодекс про шлюб та сім'ю Української РСР». Завданням кодексу є «подальше зміцнення радянської сім'ї, яка ґрунтується на принципах комуністичної моралі». Права і обов'язки подружжя надає лише шлюб, укладений у державних органах ЗАГС. Для укладення шлюбу потрібна взаємна згода осіб, які одружуються, і досягнення ними шлюбного віку: 18 років для чоловіків і 17 років для жінок. Кожний з подружжя користується в родині рівними правами і має рівні обов'язки. Майно, нажите подружжям за час шлюбу, є спільною власністю.
Новий кодекс допускає розлучення в органах РАГС при взаємній згоді, коли нема неповнолітніх дітей. У інших випадках суд розлучає подружжя у разі встановлення, що подальше спільне життя і збереження родини стало неможливим. Чоловік не має права без згоди дружини розпочинати справу про розірвання шлюбу під час вагітності дружини і впродовж року по народженні дитини. Щоб уникнути необдуманих одружень, укладання шлюбу відбувається через місяць після подачі бажаючими одружитися заяви в РАГС. Цей строк в окремих випадках може бути скорочений. Розлучена дружина має право на аліменти тільки у випадку непрацездатності (з деякими винятками). Походження дитини від батьків, які не є подружжям, встановлюється заявою батьків дитини в органи РАГСу. Допускається встановлення через суд батьківства дитини, народженої від батьків, які не є подружжям. Є можливе позбавлення батьківських прав судовим порядком. Батьки зобов'язані утримувати неповнолітніх дітей і непрацездатних повнолітніх. Існує також обов'язок дітей утримувати непрацездатних батьків. Щоб відтяжити державу, існують аліментні обов'язки інших членів родини та родичів.
Усиновлення допускається лише щодо неповнолітніх дітей та в їх інтересах. Для виховання неповнолітніх дітей, які через смерть батьків, позбавлення батьківських прав, хвороби батьків чи з інших причин лишилися без їхнього піклування, а також для захисту особистих і майнових прав та інтересів цих дітей встановлюється опіка і піклування. Опіка і піклування визначаються не судом, а виконавчим комітетом районної (міської), сільської, або селищної ради депутатів трудящих.
Одруження радянських громадян з чужинцями не веде до зміни громадянства. Коли шлюби між радянських громадянами й шлюби радянських громадян з чужинцями укладені поза межами СРСР з додержанням форми шлюбу, встановленої законом місця укладення, вони визнаються дійсними в Українській РСР, якщо до визнання нема перешкод, передбачених в українському родинному кодексі (взаємна згода, шлюбний вік, одношлюбність, дозволений ступінь споріднення, стан здоров'я).

### Законодавство України
Згідно з частиною 3 ст. 51 Конституції України та частиною 1 ст. 5 Сімейного Кодексу України держава охороняє сім'ю, материнство, батьківство, створює умови для зміцнення сім'ї. Серед основних принципів державної сімейної політики виділяють наступні: суверенітет i автономія сім'ї, вільні можливості у прийнятті рішень щодо свого розвитку; виокремлюваний підхід до надання державою гарантій соціального захисту сім'ї; паритетна рівновага та партнерство між жінками і чоловіками в усіх сферах життя; соціальне партнерство сім'ї та держави; пріоритетність інтересів кожної дитини незалежно від того, в якій сім'ї вона виховується та наступність поколінь.